# Tata Adaglo Avlessi
 (octobre 2019).
Si vous disposez d'ouvrages ou d'articles de référence ou si vous connaissez des sites web de qualité traitant du thème abordé ici, merci de compléter l'article en donnant les références utiles à sa vérifiabilité et en les liant à la section « Notes et références ».
Tata Adaglo Avlessi est un ancien président de la Fédération togolaise de football. Il a succédé à Rock Balakiyèm Gnassingbé, fils du défunt chef de l'État, Gnassingbé Eyadema en 2007. En 2009, il a été remplacé à ce poste par son prédécesseur à la suite d'une élection anticipée.
À 41 ans, Tata Avlessi est connu du public sportif togolais pour avoir pris en main les destinées de l'Union sportive de Masséda (USM), un club de deuxième division à l’époque et l’a fait accéder en premier division. Homme d’affaires, il a à son actif beaucoup de réalisations dans son village natal dont un stade de dix mille places.